# GALEX

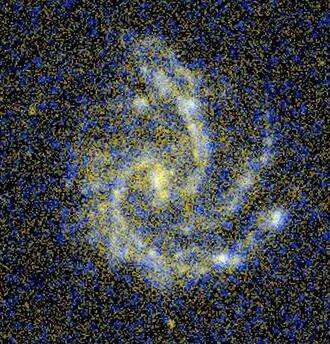
GALEX foto van NGC 5247

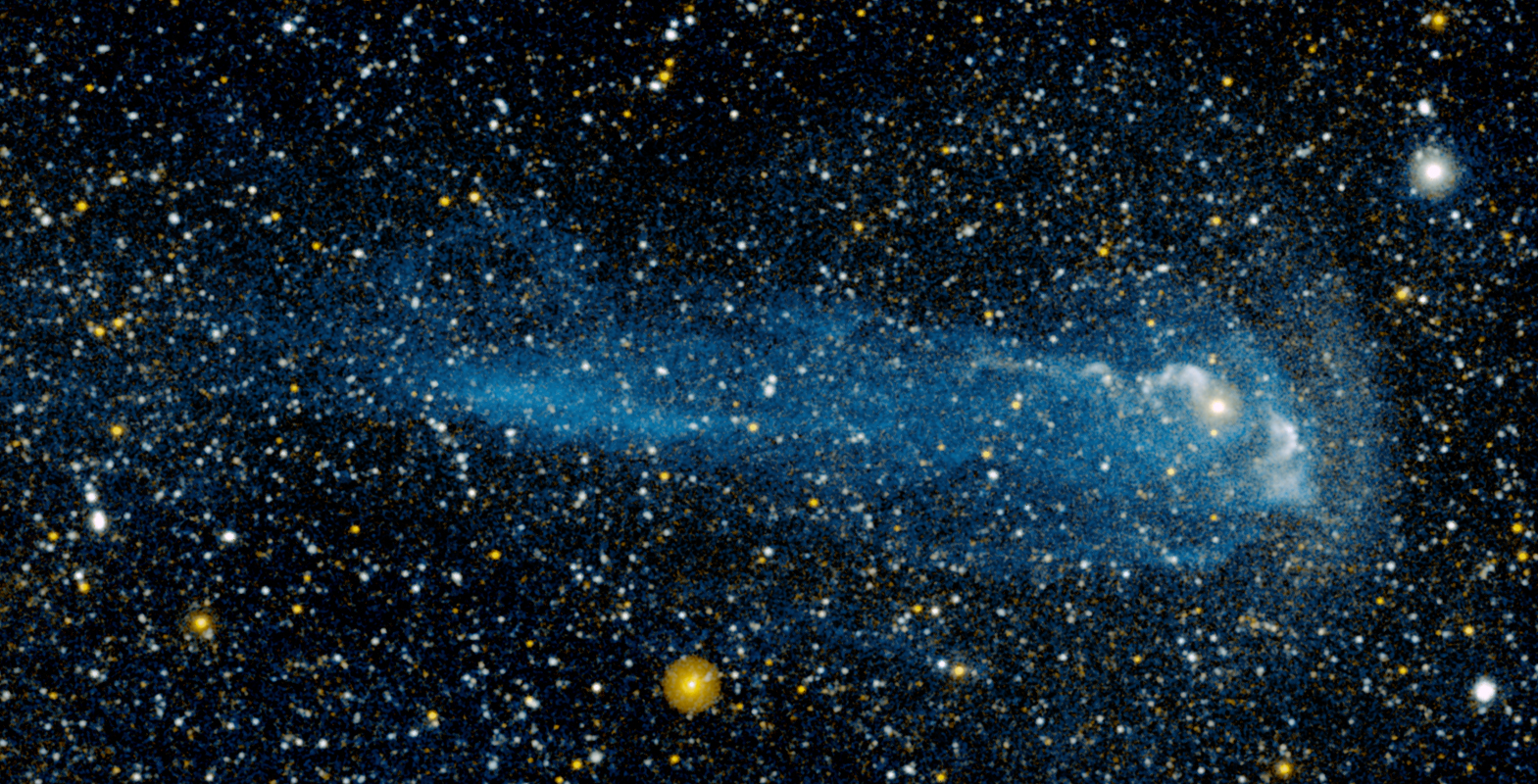
GALEX opname van Mira

De GALEX, voor Galaxy Evolution Explorer of Explorer 83, was een ruimtetelescoop van de NASA voor het waarnemen van sterrenstelsels in het ultraviolette deel van het elektromagnetische spectrum. De GALEX maakte deel uit van het Explorer-programma.

## Telescoop
De hoofdspiegel van de GALEX had een diameter van ongeveer 50 cm. Het beeldveld was met ongeveer 1,25° zeer groot. De telescoop had twee detectoren die gevoelig waren voor golflengtes tussen 135 en 175 nm, dat is ver-UV, en tussen 175 en 280 nm, nabij-UV. De pixelgrootte van de genomen foto's was in het ver-UV1,5 boogseconden bij een resolutie van 4,3 boogseconden en 5,3 boogseconden inm het nabij-UV.

## Missie onder leiding van de NASA
De GALEX werd op 28 april 2003 met een Pegasus XL raket vanaf een Lockheed L-1011 TriStar gelanceerd. De omloopbaan had een hoogte van ongeveer 695 km en een glooiingshoek van 29°. De start vond in de Mayport Drop Zone plaats, genoemd naar de marinehaven Naval Station Mayport voor de kust van Florida. De waarnemingen met de satelliet zijn op 7 juli 2003 begonnen.
De oorspronkelijke duur van de missie was voor 29 maanden gepland, maar in 2006 werd de duur van de missie op aanraden van het NASA Senior Review Panel verlengd. De ver-UV detector ondervond enkele malen problemen door kortsluiting en in 2010 viel deze detector definitief uit.

## Missie onder leiding van Caltech
De GALEX werd op 7 februari in een stand-by modus geschakeld met het plan de kunstmatige satelliet later dat jaar uit te schakelen. De NASA onderhandelde met het Caltech, het California Institute of Technology, dat de satelliet verder wilde gebruiken. Dit was mogelijk door de Stevenson-Wydler Technology Innovation Act, maar die was voor satellieten nog niet eerder gebeurd. De GALEX werd vanaf 14 mei 2012 voor drie jaar aan Caltech uitgeleend. De satelliet werd op 28 juni 2013 toch uitgeschakeld, maar blijft waarschijnlijk nog 65 jaar in een baan rond de aarde vliegen.

## Waarnemingen
Het doel van de GALEX was onderzoek te doen naar stervorming in sterrenstelsels. Daartoe zijn een aantal surveys gedaan:
- Een survey van de hele hemel om stervorming in het nabije heelal te onderzoeken.
- Metingen van 150 nabije sterrenstelsels om stervorming in individuele stelsels te onderzoeken.
- Spectroscopische surveys van grotere en kleinere gebieden aan de hemel.
- Diepere, meer gevoelige metingen van geselecteerde objecten.

Er werden ook nog andere objecten onderzocht. In 2007 werd daarbij een komeetachtige staart gevonden die met de ster Mira is geassocieerd.